# Величко, Татьяна Савельевна
Татья́на Саве́льевна Вели́чко (18 ноября 1916, село Гнилое, Воронежская губерния — 9 ноября 1991, село Гнилое, Воронежская область) — передовик сельскохозяйственного производства, доярка. Герой Социалистического Труда (1966).

## Биография
Родилась 18 ноября 1916 года в крестьянской семье в селе Гнилое Острогожского уезда (сегодня — Острогожский район) Воронежской губернии.
С 1937 года работала дояркой в колхозе имени Ленина и совхозе «Победа» Острогожского района. За выдающиеся достижения в получении высоких надоев молока была удостоена в 1966 году звания Героя Социалистического Труда.
В 1971 году вышла на пенсию. Проживала в родном селе до своей кончины в 1991 году.

## Награды
- Герой Социалистического Труда — указом Президиума Верховного Совета СССР от 22 марта 1966 года
- Орден Ленина (1966).
- Почётный гражданин Острогожского района.